# Kleinbahn-AG in Genthin
Die Genthiner Eisenbahn AG bestand vom Oktober 1942 bis zur Verstaatlichung am 1. Januar 1947 und betrieb ein normalspuriges Streckennetz mit einer Gesamtlänge von 210 km in der damaligen Provinz Sachsen, das überwiegend auf dem Gebiet des heutigen Landes Sachsen-Anhalt lag mit Ausnahme des Großteils des Ziesarer Kleinbahnnetzes sowie der Gegend um Milow im heutigen Land Brandenburg.
Die Vorgängergesellschaft Kleinbahn-AG Genthin-Ziesar entstand am 5. November 1923 aus einer Fusion der Genthiner Kleinbahn AG und der Ziesarer Kleinbahn AG. Ab dem 12. November 1930 firmierte die Gesellschaft als Kleinbahn-AG in Genthin und schließlich ab Oktober 1942 als Genthiner Eisenbahn AG.

## Genthiner Kleinbahn AG
Die Genthiner Kleinbahn AG wurde am 22. Juli 1898 gegründet. Hauptaktionäre waren das Königreich Preußen, die Provinz Sachsen und der Kreis Jerichow II. Weiter beteiligten sich die Firma Lenz & Co. GmbH, das Herzogtum Anhalt, die Städte Genthin und Jerichow sowie Gemeinden und Privatleute.
Sie brachte drei Strecken von 73 Kilometer Länge in die Fusion ein: als Erste war am 25. Oktober 1899 die Bahnstrecke Genthin–Schönhausen über Jerichow eröffnet worden. Einen Monat später folgte am 27. November die Verbindung von Genthin nach Milow an der Havel. Von Schönhausen, wo die Staatsbahn Berlin-Stendal gekreuzt wurde, konnte man ab 19. September 1909 weiter nach Norden bis Sandau fahren, das nur sechs Kilometer von der damaligen Kreisstadt Havelberg entfernt liegt.

## Ziesarer Kleinbahn AG

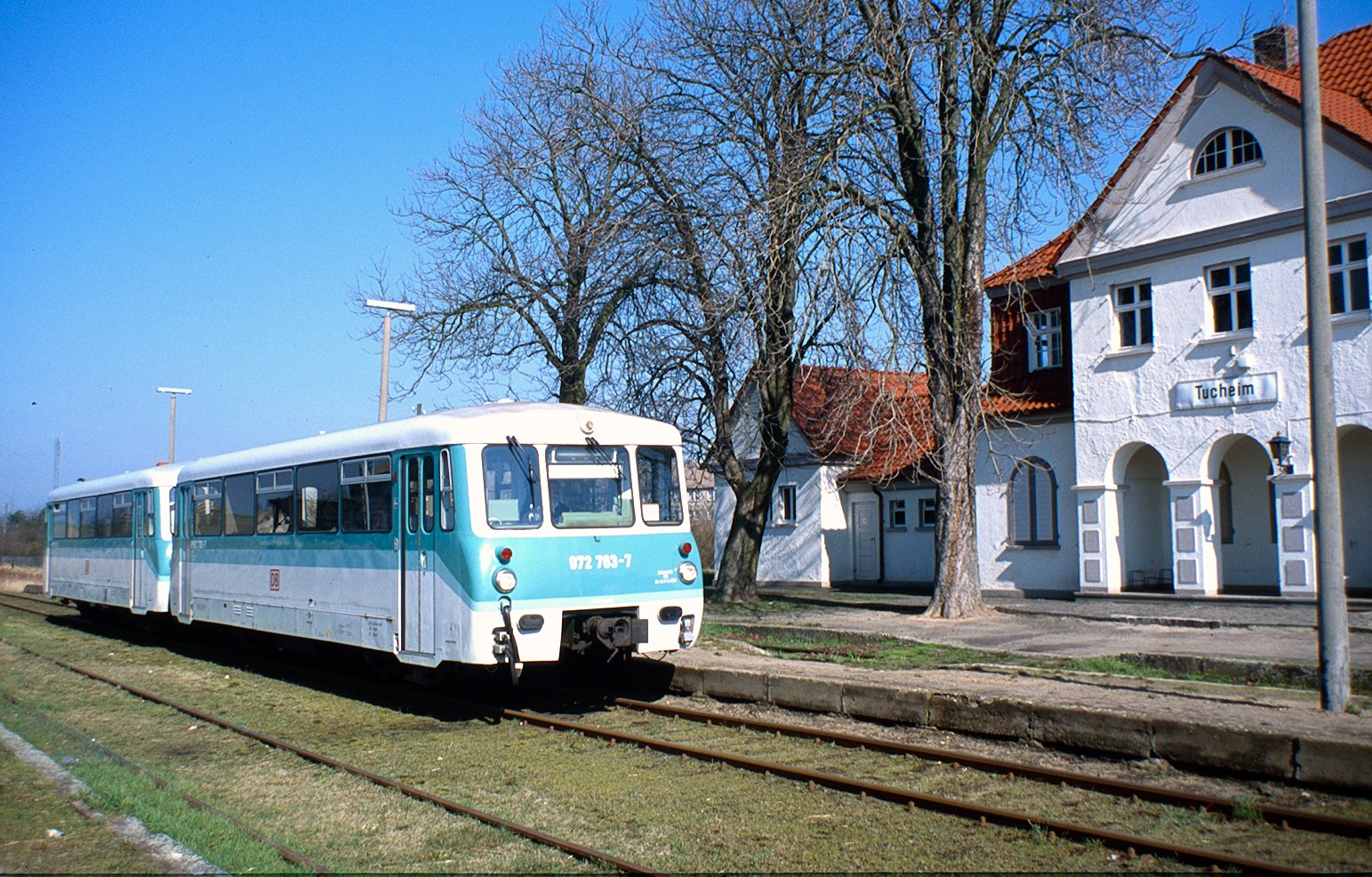
Bahnhof Tucheim

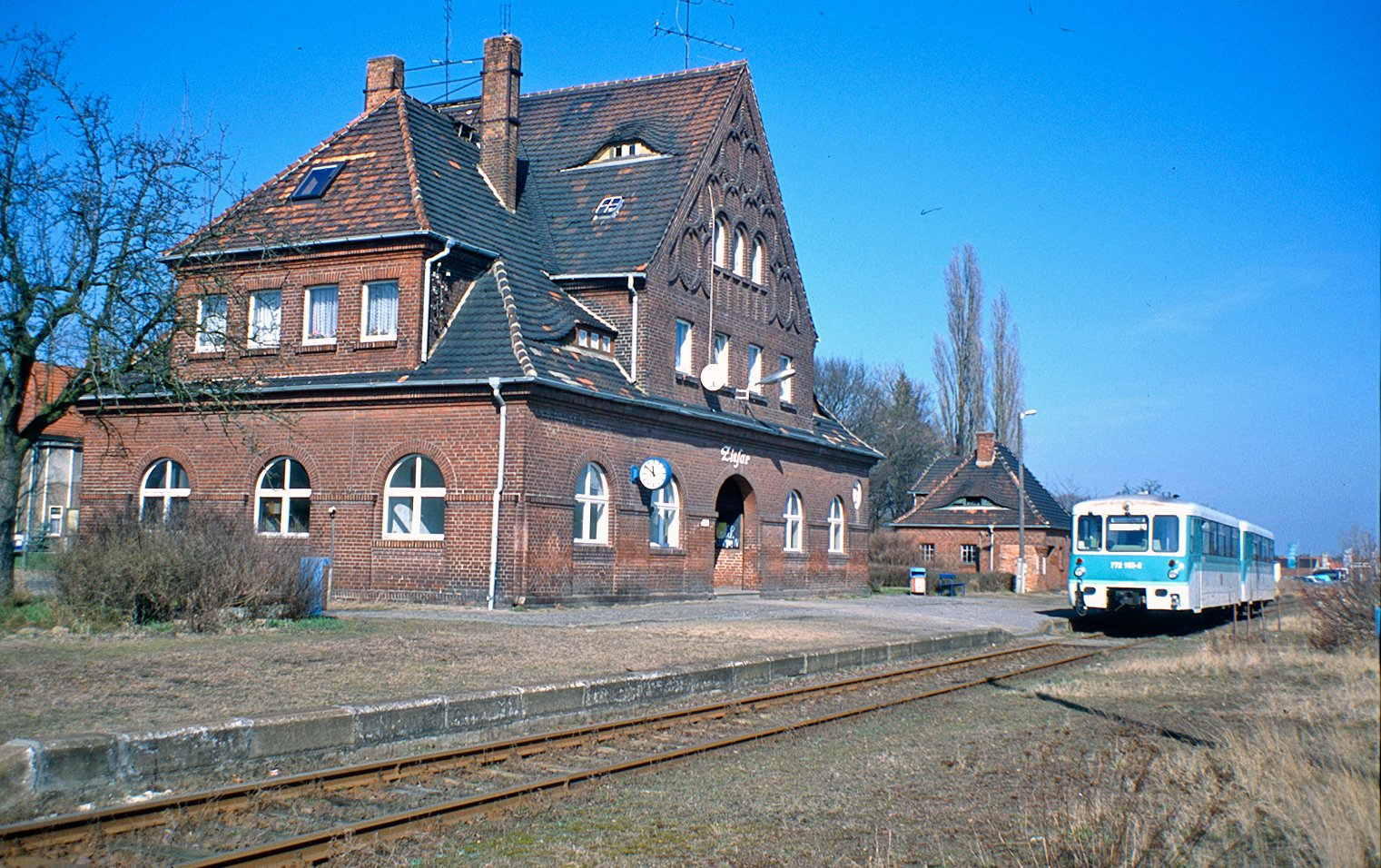
Bahnhof Ziesar

Die Ziesarer Kleinbahn AG wurde am 21. Mai 1901 gegründet und firmierte bis zum 27. Juni 1910 als Kleinbahn AG Ziesar-Groß Wusterwitz, dann bis 1914 als Kleinbahn AG Groß Wusterwitz-Ziesar-Görzke. Kapitalgeber waren auch hier vornehmlich das Land und die Provinz, dann die Firma Lenz & Co, die Stadt Ziesar sowie sechs Gemeinden und vier Privatpersonen.
Das Netz der Ziesarer Kleinbahn umfasste vier Strecken von insgesamt fast 60 Kilometer Länge:
Zum alten Bahnhof Ziesar, wo auch die schmalspurige Strecke der Kleinbahnen des Kreises Jerichow I von Burg her endete, wurde am 1. Oktober 1901 das erste Teilstück der Bahnstrecke von Groß Wusterwitz an der Staatsbahnstrecke Berlin–Magdeburg über Rogäsen hergestellt. Erst zehn Jahre später, am 11. August 1911, wurde sie nach Süden bis Görzke verlängert. Die kurze Stichbahn von Rogäsen nach Karow wurde am 4. Februar 1912 eröffnet.
Erst während des Ersten Weltkrieges konnte eine zweite Verbindung von Ziesar über Tucheim zur Staatsbahn nach Güsen eröffnet werden. Zwischen Ziesar und Tucheim begann der Güterverkehr am 15. September 1916, der Personenverkehr am 21. Oktober 1916. Die ganze Strecke wurde ab 2. April 1917 befahren und gleichzeitig der Knotenpunkt aller Bahnen in Ziesar zum neuen Hauptbahnhof verlegt.

## Kleinbahn-AG Genthin-Ziesar

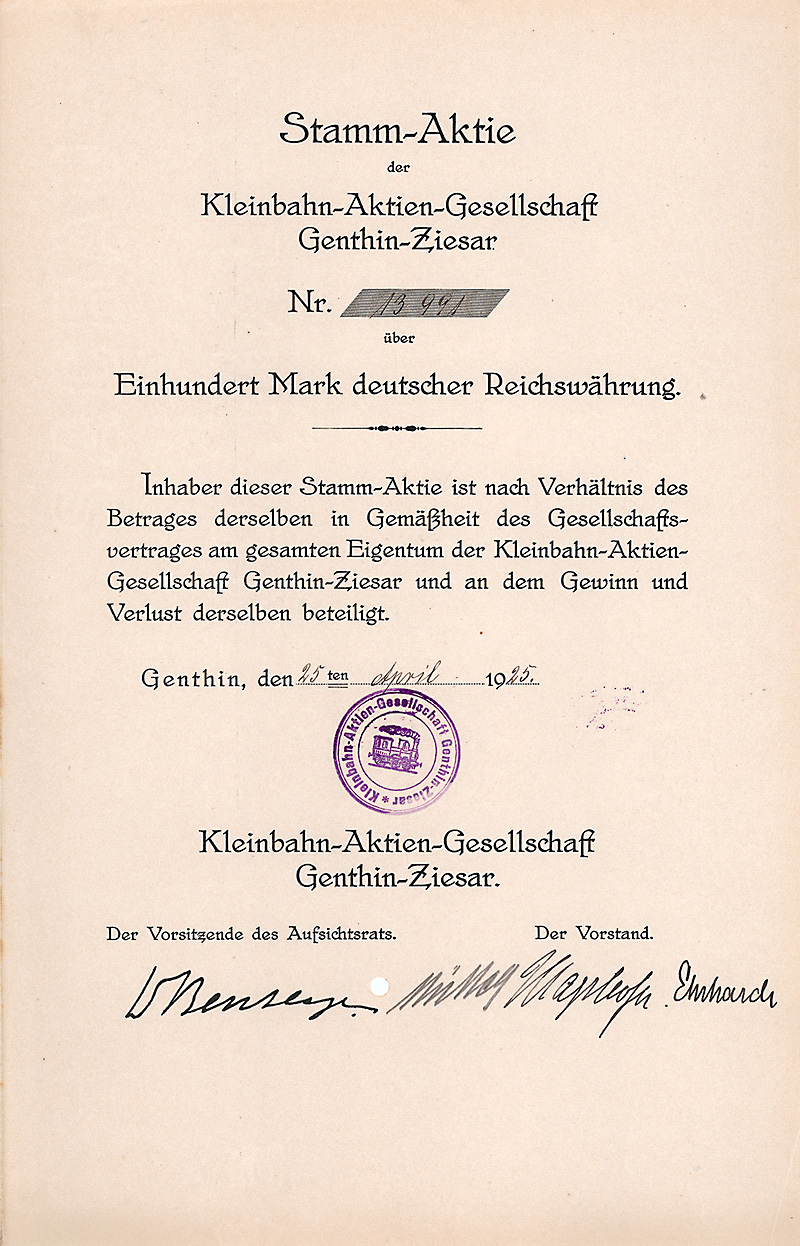
Aktie über 100 RM der Kleinbahn-AG Genthin-Ziesar vom 25. April 1925

Nach dem Zusammenschluss zur Kleinbahn AG Genthin-Ziesar eröffnete diese noch eine 21 Kilometer lange Strecke von Jerichow in südlicher Richtung zur Staatsbahn bei Güsen, wo im Bahnhof Güsen ein gemeinsamer Kleinbahnhof mit der Strecke nach Ziesar und dadurch ein gemeinsames Schienennetz entstand. Zwischen Jerichow und Güsen wurde der Personenverkehr von 1935 bis zum Beginn des Zweiten Weltkriegs 1939 nicht bedient. Nach dem Krieg konnte der Gesamtverkehr zwischen Güsen und Neuderben erst 1952 wieder aufgenommen werden.
Schon im Jahr 1932 hatte die Kleinbahngesellschaft ihr Schienennetz durch Omnibuslinien ergänzt, die 1939 rund 90 Kilometer lang waren. Die fünf Omnibusse fuhren von Genthin nach Sandau und von Jerichow nach Güsen parallel zur Bahn, verbanden aber auch Sandau mit Havelberg und Jerichow mit Tangermünde.
Die beiden Gesellschaften, die sich 1923 zur Kleinbahn AG Genthin-Ziesar zusammengeschlossen hatten, wurden anfangs von der Bahnbau-Unternehmung Lenz & Co. GmbH betrieben. Am 1. April 1908 übernahm diese Aufgabe die Kleinbahnabteilung des Provinzialverbandes Sachsen in Merseburg und erfüllte sie bis zum 2. März 1946, als sie unter staatliche Zwangsverwaltung der Provinz Sachsen gestellt wurde. Der Fahrzeugbestand der Gesellschaft umfasste 13 Dampflokomotiven, drei Triebwagen und mehr als 100 Personen- und Güterwagen.

## Die ehemaligen Genthiner Kleinbahnstrecken bei der Deutschen Reichsbahn und der Deutschen Bahn
Am 1. Januar 1947 ging die Genthiner Eisenbahn auf die Sächsischen Provinzbahnen GmbH über und von dieser über die  Vereinigung Volkseigener Betriebe (VVB) 1949 auf die Deutsche Reichsbahn. Diese betrieb den Personen- und Güterverkehr im ehemaligen Kleinbahnnetz noch jahrzehntelang weiter. Nur die sechs Kilometer lange Zweigbahn Rogäsen–Karow wurde am 3. Oktober 1951 vollständig stillgelegt.
Erst am 23. September 1967 kam es zur Einstellung des Personenverkehrs zwischen Genthin und Milow. Die Strecke verschwand bis auf ein vier Kilometer langes Anschlussgleis, als am 25. September 1971 auch der Güterverkehr beendet wurde. Das Ende für die Verbindung zwischen Ziesar und Groß Wusterwitz (nun: Wusterwitz) kam am 23. Mai 1971.
Die Strecke von Ziesar nach Görzke verlor den Personenverkehr am 29. September 1973, behielt aber noch Güterverkehr bis zum Jahresende 1993.
Auf dem größten Teil des übrigen Netzes von 100 Kilometer Länge fuhren Triebwagen für die Personenbeförderung bis zum 29. Mai 1999. Hier war der Güterverkehr weitgehend schon in den Jahren 1993 und 1994 zum Stillstand gekommen. Nur zwischen Schönhausen und Sandau war der Personenverkehr bereits am 1. August 1993 verschwunden.

## Verbindung über die Elbe
1944 wurde aus militärischen Gründen eine Gleisverbindung von der Genthiner Eisenbahn (Strecke Genthin–Schönhausen) bei Fischbeck über die 1933 errichtete und dafür vorgesehene Elbebrücke Tangermünde zur Bahnstrecke Stendal–Tangermünde in Betrieb genommen. Eine größere Verkehrsbedeutung hat sie jedoch nie erlangt. Es sollen dort einige Lazarettzüge gefahren sein, kurz bevor die Brücke am 12. April 1945 zerstört wurde. Allerdings enthält die Fahrplantabelle 207v (Jerichow–Tangermünde) im Kursbuch vom 4. November 1946 täglich eine Triebwagenfahrt von Jerichow nach Schönhausen, die auf dem Rückweg eine Stichfahrt von Fischbeck nach Tangermünde und zurück machte, bevor es nach Jerichow zurückging. Dabei muss es sich um einen Haltepunkt auf dem Ostufer der Elbe gegenüber von Tangermünde gehandelt haben.
Beim Wiederaufbau der Straßenbrücke 1950 wurde im zerstörten Bereich über der Stromöffnung eine für den Mittellandkanal geplante Brücke sowie Pionierbrückengeräte der Wehrmacht eingebaut. Diese Brücke sowie die Pionierbrückengeräte verfügten nur über eine Fahrbahn und keinen Gleisbereich. Durch die fehlenden Gleisanlagen im Strombrückenteil war ein Eisenbahnbetrieb über die Elbe von und nach Tangermünde nicht mehr möglich.

## Überlieferung
Die Überlieferung der Genthiner Eisenbahn AG befindet sich in der Abteilung Dessau des Landesarchivs Sachsen-Anhalt.